# VdB 45
vdB 45 est une nébuleuse par réflexion visible dans la constellation du Cocher.
Elle se situe à mi-chemin de la ligne joignant l'étoile χ Aurigae, de quatrième magnitude, à HD 37519, de sixième magnitude. L'étoile responsable de l'illumination de la nébuleuse est HD 245259, une étoile bleue de classe spectrale B8, dont la masse et la distance sont inconnues, les mesures de parallaxe indiquant une valeur négative, donc inexploitable. Les gaz du nuage présentent une couleur bleutée marquée et sa partie la plus brillante est située au sud de l'étoile qu'il enveloppe.